# Прогрессивная народная партия
Прогрессивная народная партия (нем. Fortschrittliche Volkspartei, сокр. FVP) — леволиберальная и буржуазно-демократическая партия Германии, которая была создана 6 марта 1910 года в результате слияния Народной партии свободомыслящих, Союза свободомыслящих и Немецкой народной партии. Членами партии в основном являлись представители мелкой и средней буржуазии.
ПНП состояла из местных отделений (Ortsverein), по одному на избирательный округ. Высший орган — съезд (Parteitag), между съездами — Центральный комитет (Zentralausschuss), исполнительный орган — руководящий комитет (Geschäftsführende ausschuss).
В 1912 году партия заключила с социал-демократами всеобъемлющее соглашение о перебаллотировке. В том же году на выборах в рейхстаг партия завоевала 42 мандата (12,3 % голосов).
Тогда же в земле Эльзас-Лотарингия была основана Эльзасская прогрессивная партия как местная организация ПНП.
Прогрессивная народная партия выступала за:
- Парламентскую форму правления в Германской империи;
- Ликвидацию прусского трехклассного избирательного права;
- Отделение церкви от государства;
- Равноправие всех граждан;
- Справедливое разделение избирательных округов.

Её политика базировалась на принципах либеральной экономики и представляла в основном интересы промышленников-экспортеров, торговцев, банкиров и ремесленников.
В 1918 году во время Ноябрьской революции партия прекратила своё существование, объединившись с левым крылом Национал-либеральной партии в Немецкую демократическую партию.

## Известные члены партии
- Людвиг Квидде
- Георг Кершенштейнер
- Франц фон Лист
- Рейнгольд Майер
- Фридрих Науман
- Фридрих фон Пайер
- Отто Фишбек
- Теодор Хойс
- Пауль Штеттинер
- Рудольф Эзер